# Giliano Wijnaldum
Giliano Wijnaldum (Rotterdam, 31 augustus 1992) is een voormalig Nederlands profvoetballer die doorgaans als verdediger speelde. Wijnaldum is een jongere broer van Georginio Wijnaldum en een halfbroer van Rajiv van La Parra.

## Carrière

### AZ
In de zomer van 2008 stapte Wijnaldum van de jeugd van Sparta Rotterdam over naar AZ. In 2010 kwam hij bij de selectie voor het eerste elftal en op 16 april 2011 maakte hij zijn debuut voor AZ als invaller voor Simon Poulsen in de thuiswedstrijd tegen ADO Den Haag.

### FC Groningen
Op 27 juni 2013 werd bekend dat Wijnaldum een contract voor twee seizoenen zou tekenen bij FC Groningen, Hij had na een gesprek met trainer Gert-Jan Verbeek besloten om weg te gaan bij AZ. Groningen nam hem transfervrij over. Op het advies van zijn broer Georginio koos Wijnaldum voor rugnummer 25. Hij zei dat het geluk zou brengen.

### Go Ahead Eagles
Wijnaldum tekende in juni 2014 een tweejarig contract bij Go Ahead Eagles. Dat lijfde hem transfervrij in nadat hij zelf zijn nog één jaar doorlopende verbintenis bij FC Groningen afkocht.  Hij verloor bij FC Groningen halverwege het seizoen 2013/2014 zijn basisplaats aan Lorenzo Burnet. Een gesprek in de voorbereiding op het nieuwe seizoen maakte duidelijk dat Wijnaldum geen basisplaats zou hebben. Hierop besloot hij om voor twee jaar bij Go Ahead Eagles te tekenen.
Op zondag 12 april 2015 raakte hij na afloop van de verloren thuiswedstrijd tegen FC Twente (1-3) slaags met enkele supporters, die hem een gebrek aan inzet verweten. "Maandagochtend is het gebeurde grondig bestudeerd en gereconstrueerd. Uit objectieve getuigenverklaringen is helder geworden dat Giliano Wijnaldum zowel verbaal als fysiek ontoelaatbaar is bejegend", liet de clubleiding daags erop weten op de eigen website. "Er zijn racistische uitspraken richting Wijnaldum geuit en de speler is na het verlaten van het parkeerterrein bij het stadion achtervolgd en in het nauw gebracht. Go Ahead Eagles wil en zal niet accepteren dat de veiligheid van zijn spelers in het geding komt." Wijnaldum besloot enkele dagen later geen aangifte te doen.
Wijnaldum degradeerde aan het eind van het seizoen via de nacompetitie met Go Ahead Eagles uit de Eredivisie.

### VfL Bochum
Wijnaldum tekende in juni 2015 een contract tot medio 2017 bij VfL Bochum, dat hem transfervrij overnam van Go Ahead Eagles. De club stond op dat moment onder leiding van Gert-Jan Verbeek en was actief in de 2. Bundesliga. Na één seizoen werd het contract van Wijnaldum ontbonden.

### Philadelphia Union
In januari 2017 stapt hij over naar Philadelphia Union uit de MLS. Daar was Earnest Stewart technisch directeur. Die twee kenden elkaar uit hun Alkmaarse periode. Hij werd halverwege het seizoen verhuurd aan Bethlehem Steel, op dat moment actief in de United Soccer League. Philadelphia Union lichtte in november de optie in zijn contract niet.

### Willem II
In januari 2018 maakte Willem II dat het Wijnaldum transfervrij voor de rest van het seizoen had overgenomen. Wijnaldum was op dat moment clubloos.

### Sparta Rotterdam
In juli 2018 tekende Wijnaldum een eenjarig contract bij Sparta Rotterdam. Na het seizoen maakte Sparta bekend dat het aflopende contract van Wijnaldum niet zal worden verlengd. Hij speelde in totaal 11 wedstrijden voor Sparta.
Hierna vond Wijnaldum geen profclub meer. In april 2020 verbond hij zich aan CION dat uitkomt in de Derde klasse.

## Clubstatistieken
| Seizoen         | Club               | Competitie      | Competitie | Competitie | Beker | Beker | Internationaal | Internationaal | Overig | Overig | Totaal | Totaal |
| Seizoen         | Club               | Competitie      | Wed.       | Dlp.       | Wed.  | Dlp.  | Wed.           | Dlp.           | Wed.   | Dlp.   | Wed.   | Dlp.   |
| --------------- | ------------------ | --------------- | ---------- | ---------- | ----- | ----- | -------------- | -------------- | ------ | ------ | ------ | ------ |
| 2011/12         | AZ                 | Eredivisie      | 1          | 0          | 0     | 0     | 0              | 0              | –      | –      | 1      | 0      |
| 2012/13         | AZ                 | Eredivisie      | 0          | 0          | 1     | 0     | 0              | 0              | –      | –      | 1      | 0      |
| 2012/13         | AZ                 | Eredivisie      | 19         | 0          | 3     | 0     | 0              | 0              | –      | –      | 22     | 0      |
| 2013/14         | FC Groningen       | Eredivisie      | 26         | 1          | 3     | 0     | –              | –              | 1      | 0      | 30     | 1      |
| 2014/15         | Go Ahead Eagles    | Eredivisie      | 19         | 0          | 2     | 0     | –              | –              | 2      | 0      | 23     | 0      |
| 2015/16         | VfL Bochum         | 2. Bundesliga   | 7          | 0          | 2     | 0     | –              | –              | –      | –      | 9      | 0      |
| 2017            | → Bethlehem Steel  | USL             | 7          | 0          | 0     | 0     | –              | –              | –      | –      | 7      | 0      |
| 2017            | Philadelphia Union | MLS             | 13         | 0          | 1     | 0     | –              | –              | –      | –      | 14     | 0      |
| 2017/18         | Willem II          | Eredivisie      | 8          | 0          | 1     | 0     | –              | –              | –      | –      | 9      | 0      |
| 2018/19         | Sparta Rotterdam   | Eerste divisie  | 10         | 0          | 1     | 0     | –              | –              | –      | –      | 11     | 0      |
| Carrière totaal | Carrière totaal    | Carrière totaal | 110        | 1          | 14    | 0     | 0              | 0              | 3      | 0      | 127    | 1      |

## Erelijst
Met  AZ
| Nationaal          |    |         |
| Winnaar KNVB beker | 1x | 2012/13 |